# Helix (álbum de Crystal Lake)
Helix es el quinto álbum de estudio de la banda japonesa de metalcore Crystal Lake. Fue lanzado el 28 de noviembre de 2018 en Japón y el 15 de febrero de 2019 en todo el mundo a través de SharpTone Records. Fue producido por Daihei Yamanaka y la propia banda. Es el primer lanzamiento con este sello desde que la banda dejó Artery Recordings. También es el último álbum en el que colaboran Shinya Hori, su guitarrista rítmico fundador, antes de su salida en 2020, y el vocalista Ryo Kinoshita antes de su salida en septiembre de 2022.

## Antecedentes y promoción
El 28 de noviembre de 2018, SharpTone Records anunció el fichaje de la banda. La banda lanzó un nuevo sencillo y un videoclip para la canción "Aeon". Ese mismo día, lanzaron el álbum exclusivamente en Japón, sin fecha de lanzamiento mundial aún. Más tarde en 2018, la banda reveló la fecha de lanzamiento mundial.

## Lista de canciones
Todas las canciones escritas y compuestas por Ryo Kinoshita, Yudai Miyamoto y Shinya Hori. 
| N.º | Título                                                           | Duración |  |
| 1.  | «Helix»                                                          | 0:11     |  |
| 2.  | «Aeon» (con AJ Rebollo de Issues)                                | 3:13     |  |
| 3.  | «Agony»                                                          | 5:07     |  |
| 4.  | «+81»                                                            | 3:19     |  |
| 5.  | «Lost in Forever» (con Daniel McWhorter y Tyler Riley de Gideon) | 4:09     |  |
| 6.  | «Outgrow»                                                        | 4:02     |  |
| 7.  | «Ritual»                                                         | 0:26     |  |
| 8.  | «Hail to the Fire»                                               | 3:09     |  |
| 9.  | «Devilcry»                                                       | 4:25     |  |
| 10. | «Just Confusing»                                                 | 3:11     |  |
| 11. | «Apollo»                                                         | 5:12     |  |
| 12. | «Sanctuary»                                                      | 4:00     |  |

## Posicionamiento en lista
| Lista (2018–19)                   | Posición |
| --------------------------------- | -------- |
| US Heatseekers Albums (Billboard) | 9        |
| US Independent Albums (Billboard) | 23       |

## Personal
Crystal Lake
- Kentaro Nishimura – Voz principal
- Yudai Miyamoto – Guitarra principal
- Shinya Hori – Guitarra rítmica

Músicos adicionales
- Bitoku Sakamoto – bajo
- Gaku Taura - batería
- AJ Rebollo: voz (pista 2).
- Daniel McWhorter: voz (pista 5).
- Tyler Riley: voz (pista 5).